# Ластівківська сільська рада
Ластівківська сільська рада — колишній орган місцевого самоврядування у Турківському районі Львівської області. Адміністративний центр — село Ластівка.

## Загальні відомості
Ластівківська сільська рада утворена в 1939 році. Водоймища на території, підпорядкованій даній раді: річка Стрий.

## Населені пункти
Сільській раді підпорядковані населені пункти:
- с. Ластівка
- с. Коритище
- с. Свидник

## Склад ради
Рада складалася з 16 депутатів та голови.

### Керівний склад попередніх скликань
| ПІБ                    | Основні відомості                                                 | Дата обрання | Дата звільнення |
| ---------------------- | ----------------------------------------------------------------- | ------------ | --------------- |
| Ющишин Іван Гаврилович | Сільський голова, 1955 року народження, освіта вища               | 26.03.2006   | 31.10.2010      |
| Ющишин Іван Гаврилович | Сільський голова, 1955 року народження, освіта вища, безпартійний | 31.10.2010   |                 |

Примітка: таблиця складена за даними джерела